# کله‌شق‌ها و رهن منزل
کله‌شق‌ها و رهن منزل (انگلیسی: Mules and Mortgages) یک فیلم کمدی صامت کوتاه آمریکایی است که در سال ۱۹۱۹ منتشر شد. از بازیگران این فیلم می‌توان به اولیور هاردی و جیمی اوبری اشاره کرد.